# Horváth G. Andor
Horváth G. Andor, Horváth András Gusztáv (Budapest, 1876. június 28. – Budapest, 1966. március 26.) festőművész, grafikus. Halasi Horváth István festő édesapja.

## Életrajz
Horváth András fakereskedő és Drinóczy Mária fiaként született, a Kálvin téri református templomban keresztelték 1876. július 2-án. Budapesten tanult, ahol mesterei Karlovszky Bertalan és Lotz Károly voltak. Ezután a bécsi Képzőművészeti Akadémián képezte magát tovább. 1903. augusztus 11-én Budapesten házasságot kötött Schäffer Margittal, Schäffer Antal és Molnár Mária lányával. Műveit 1897-től a Műcsarnokban és a Nemzeti Szalonban állította ki. Egy műve megtalálható a Magyar Nemzeti Galériában. Halálát szívkoszorúér-elmeszesedés okozta, a Farkasréti temetőben nyugszik (5. parcella 1-123).